# Els Demòcrates (Benín)
Els demòcrates (en francès: Les Démocrates, LD ) és un partit polític de Benín. Fundat i liderat per l'expresident Thomas Boni Yayi, actualment és l'únic partit de l'oposició representat a l'Assemblea Nacional després de les eleccions parlamentàries de 2023. Ideològicament, el partit ha estat qualificat d'esquerres.

## Història
El partit va ser impulsat per l'expresident Thomas Boni Yayi el juliol de 2019 i es va registrar a la Comissió Electoral Nacional Autònoma (ANEC) l'11 de desembre de 2020, tot i que el partit encara no tenia càrrecs electes en aquell moment. Abans de les eleccions parlamentàries de 2023, el partit va anunciar la seva intenció de presentar-se a aquestes i va demanar "una votació inclusiva, lliure, transparent i pacífica". El partit també va intentar implicar l'oposició a tots els nivells del procés electoral.
Finalment, els Demòcrates van obtenir el 24,16% dels vots i 28 diputats, fet que suposa el retorn de l'oposició a l'Assemblea Nacional després de quatre anys d'absència. Eric Houndété, el seu President, va desestimar els resultats, declarant que "el Partit Demòcrata rebutja aquests resultats, ja que no reflecteixen la voluntat de la gent de convertir-nos en la primera força política del país", criticant la compra de vots i el frau electoral per part dels dos principals partits oficialistes.

## Ideologia
El partit és descrit com ideològicament d'esquerres per les seves posicions sobre l'educació gratuïta, el paper de la societat civil i les cesàries gratuïtes. Durant les eleccions presidencials benineses de 2021, el programa electoral dels demòcrates va intentar invertir massivament en l'economia beninesa per lluitar contra la pobresa i l'atur entre els joves.

## Resultats electorals

### Presidencials
| Any  | Candidat        | Vots   | %    | Pos. | Resultat |
| ---- | --------------- | ------ | ---- | ---- | -------- |
| 2021 | Corentin Kohoue | 53,685 | 2.34 | 3r   | Derrota  |

### Legislatives
| Any  | Líder            | Vots    | %     | Pos. | Escons   | +/- | Govern   |
| ---- | ---------------- | ------- | ----- | ---- | -------- | --- | -------- |
| 2023 | Thomas Boni Yayi | 598,560 | 24.16 | 3rd  | 28 / 109 | Nou | Oposició |